# Tái thống nhất nước Đức

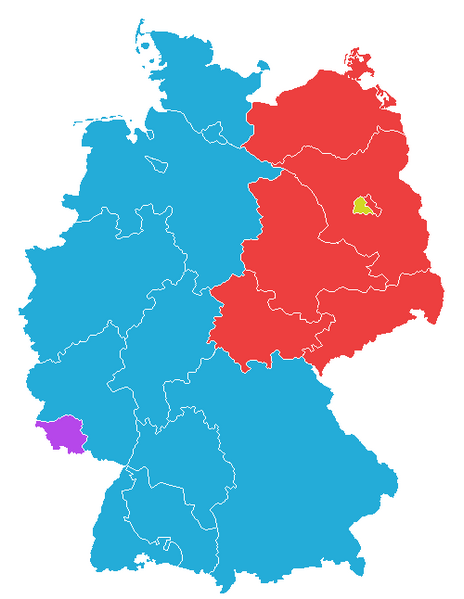
Sự chia cắt nước Đức năm 1949. Tây Đức sau này (xanh da trời) bao gồm các vùng chiếm đóng của Mỹ, Anh, Pháp (trừ Saarland, sau này gia nhập Tây Đức từ Pháp sau một cuộc trưng cầu dân ý, còn Đông Đức (đỏ) là vùng chiếm đóng của Liên Xô (trừ phần tây của Berlin (màu vàng).

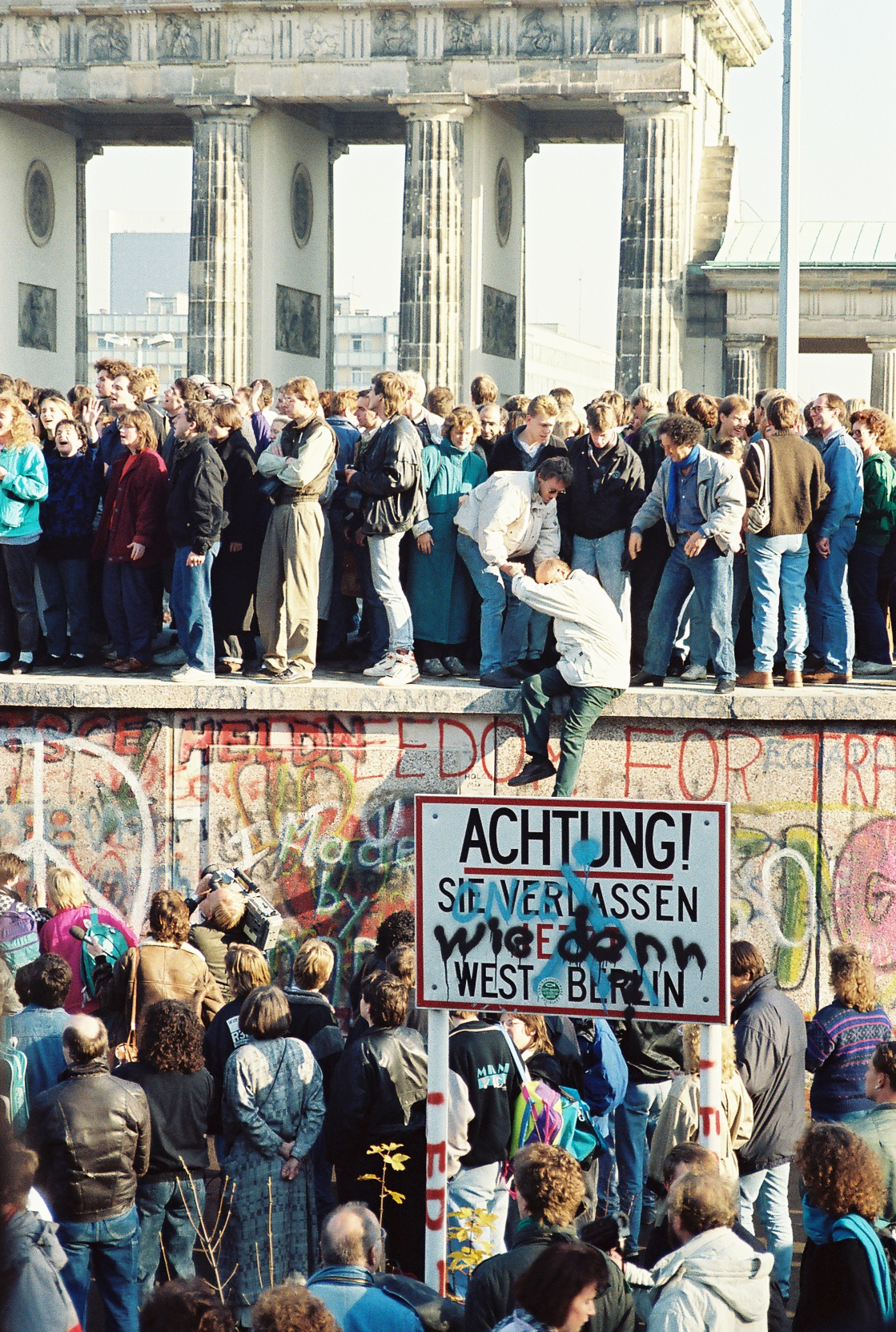
Bức tường Berlin tại Cổng Brandenburg, ngày 10 tháng 11 năm 1989. Lưu ý bức tranh graffiti Wie denn ("Làm thế nào") được viết đè lên trên bảng hiệu cảnh báo công chúng rằng họ sẽ rời Tây Berlin

Thống nhất nước Đức hay tái thống nhất nước Đức  (tiếng Đức: Deutsche Wiedervereinigung) là quá trình được khởi xướng bởi cuộc Cách mạng hòa bình tại Cộng hòa Dân chủ Đức năm 1989 và 1990, để nước này gia nhập Cộng hòa Liên bang Đức vào ngày 3 tháng 10 năm 1990. Sự thống nhất trở lại của Đức, được tổ chức hàng năm vào ngày 3 tháng 10 như một ngày lễ quốc gia được gọi là "Ngày thống nhất nước Đức", nó chấm dứt gần 41 năm chia cắt nước Đức thành hai quốc gia do hậu quả của cuộc Chiến tranh thế giới thứ hai và Chiến tranh Lạnh bởi sự xung đột ý thức hệ và quyền lợi giữa các nước thắng trận và sản phẩm của họ là 2 miền thù hận đối địch nhau.
Sự chính thức nhất thống của nước Đức thành một quốc gia dân tộc mà hợp nhất về chính trị và hành chính chính thức diễn ra vào ngày 18 tháng 1 năm 1871 tại Phòng Gương của Cung điện Versailles ở Pháp, trong cuối thời kỳ Chiến tranh Pháp-Phổ.
Sau khi chiến tranh thế giới thứ hai chấm dứt ở tại châu Âu vào ngày 8 tháng 5 năm 1945 thì Đức bị thực tế chia cắt thành 4 phần chiếm đóng theo Hiệp định Potsdam rồi đến ngày 7 tháng 10 năm 1949 thì hình thành cục diện 2 nhà nước Tây và Đông tới gần 41 năm sau, vào năm 1957, Saarland được phép gia nhập Cộng hoà Liên bang Đức để trở thành một bang của nó sau khi là một vùng bảo hộ của Pháp, và vào ngày 3 tháng 10 năm 1990, khi 5 bang và thành phố Đông Berlin được tái lập của Cộng hoà Dân chủ Đức (GDR/Đông Đức) đã gia nhập Cộng hoà Liên bang Đức (FRG/Tây Đức), và trong đó thì thành phố Berlin được thống nhất thành một bang-thành phố đơn nhất. Sự bắt đầu quá trình thống nhất thành phố Berlin về mặt địa lý được công dân của Cộng hoà Dân chủ Đức gọi là Die Wende (Bước ngoặt). Sự kết thúc của quá trình thống nhất được chính thức gọi là Thống nhất Đức (tiếng Đức: Deutsche Einheit).
Việc tái thống nhất nước Đức bắt đầu vào mùa Hè năm 1989, khi Hungary đã quyết định (ngày 2 tháng 5) tháo dỡ phần trên lãnh thổ nước này của Màn Sắt và mở cửa biên giới (23 tháng 8), khiến cho hàng ngàn người dân Đông Đức (11 tháng 9) chạy qua Tây Đức thông qua Hungary.
Cuộc khủng hoảng chính trị sau sự kiện Hungary này đã dẫn đến các cuộc bầu cử tự do và dân chủ đầu tiên trong vòng gần 41 năm qua của Cộng hoà Dân chủ Đức vào ngày 18 tháng 3 năm 1990 cũng như các cuộc thương lượng giữa Đông Đức và Tây Đức đưa đến Hiệp định thống nhất, còn các cuộc thương lượng giữa Cộng hoà Dân chủ Đức và Cộng hoà Liên bang Đức và 4 cường quốc chiếm đóng lại mang đến "Hiệp định 2 cộng 4" (Hiệp định giải quyết cuối cùng về nước Đức) trao đầy đủ chủ quyền cho nhà nước Đức thống nhất, hai nửa nước Đức vẫn bị ràng buộc bởi một số giới hạn như một nước bị chiếm đóng hậu thế chiến II. Nước Đức thống nhất vẫn là một thành viên của Cộng đồng châu Âu (sau này là Liên minh châu Âu) và NATO.
Hiện nay, ngày 3 tháng 10 hàng năm là ngày lễ quốc gia tại Đức (Ngày thống nhất nước Đức).